# Dolf Brouwers
Adolphus (Dolf) Brouwers (Utrecht, 31 augustus 1912 – Den Haag, 23 september 1997) was een Nederlands operettezanger (tenor) en komiek. Hij werd op zijn 59e ontdekt door Wim T. Schippers en groeide als Sjef van Oekel uit tot hoofdrolspeler in een VPRO televisieprogramma van Schippers en in een reeks stripverhalen, getekend door Theo van den Boogaard.

## Vroege jaren
Brouwers werd geboren in de Kanonstraat te Utrecht en groeide op in Den Haag. Op zijn twaalfde werd hij timmermansknecht in Scheveningen, enkele jaren later werd hij kappersknecht. Brouwers, die in de kapsalon graag operetteliederen zong, had bekende klanten: Prins Hendrik en directeur Louis Bouwmeester jr. van het Haagse Scalatheater. Toen de laatste Brouwers hoorde zingen, vroeg hij hem voor Die Haghezangers, een operettekoor dat landelijke bekendheid genoot. Bij het koor ontmoette Brouwers zijn toekomstige vrouw Greet. In 1944 zong hij zijn repertoire in een cabaret in het Haagse Las Palmas aan het Spui. Vlak na de Tweede Wereldoorlog stond hij in de variétéshows van Charles Braakensiek in het Capitol, eveneens te Den Haag. Later was hij opnieuw kapper en ook reisleider. In de jaren vijftig schreef hij met tekstdichter Jack Bess liedjes onder het pseudoniem D. Goldstein, evenwel zonder succes. Brouwers was kort na de oorlog vaak op de radio te horen met het bekende lied Eens zal de Betuwe in bloei weer staan. Ook bracht hij onder het pseunoniem Willy Westman een paar liedjes uit, zoals Dan Is 't Kermis, Bonsoir Chérie (beide 1945) en Mijn schoonmoeder danst de spirou (1949).

## Sjef van Oekel
In 1972 werd Brouwers ontdekt door Wim T. Schippers. Schippers en de VPRO zochten voor de Fred Hachéshow iemand voor een bijrolletje als de patatbakker 'S. van Oekel' uit het Belgische plaatsje Reet. De naam had Schippers in België op een bedrijf in autoaccessoires zien staan. Presentator/ hoofdrolspeler Harry Touw dacht meteen aan Brouwers, die hij kende van de Haagse Artiesten Club. Brouwers gaf zijn personage de voornaam 'Sjefke' en kreeg vervolgens van Schippers verschillende bijrollen in het programma.

### Populairste televisiepersoonlijkheid
In 1974-75 kreeg hij een eigen programma: Van Oekel's Discohoek. Nadat Van Oekel tijdens de kerstuitzending in de fietstas van zijn sidekick ir. Evert v.d. Pik (Jaap Bar) had overgegeven, begon Henk van der Meyden van De Telegraaf een actie tegen het programma. De lezers van het tijdschrift Muziek Expres verkozen Sjef van Oekel echter tot populairste tv-persoonlijkheid van 1974. Ook verscheen Van Oekel in het programma de Ondergang van de Onan, waarmee een passagiersschip werd bedoeld. Op dit schip kwamen alle personages (in een zogenaamd toneelstuk) in allerlei idiote situaties ten tonele.
Vanaf 1976 verscheen de succesvolle strip Sjef van Oekel in het tijdschrift Nieuwe Revu en in stripalbums. Het scenario was van Wim T. Schippers en de tekeningen waren van Theo van den Boogaard. Brouwers voelde zich er uiteindelijk niet fijn bij zoals hij werd afgebeeld en spande een rechtszaak aan, die met een betalingsregeling werd geschikt.
In 1981 speelde Brouwers de rol van Ouderling van Dalden en later opnieuw Van Oekel in de serie De Lachende Scheerkwast, wederom geschreven door Wim T. Schippers. In 1984 speelde hij een bijrol als Van Oekel in de serie Op zoek naar Yolanda en werd het tijdperk Haché/Servet/Van Oekel zo'n beetje afgesloten. 
In zijn rol als Sjef van Oekel declameerde Brouwers herhaaldelijk diverse zinsnedes die uitgroeiden tot gevleugelde uitdrukkingen. Verreweg de bekendste daarvan zijn "..., als het ware", "Maar ik kwam van rechts", "Dat ben ik dus", "Wie is u?", "Ik word niet goed", "Pardon, reeds!", "Waar heb dat nou voor nodig?" en "Wordt het toch nog gezellig, reeds".

## Latere jaren
In het voorjaar van 1978 was Brouwers tien afleveringen te zien als de verlopen nachtclubeigenaar 'Waldo van Dungen' in Het is weer zo laat! (Waldolala). In 1979 nam hij een single op met Herman Brood getiteld Nooit Meer Terug Naar Die Rotschool en in 1980 volgde de carnavalskraker Oei Oei Dat Was Lekker.
Inmiddels was hij bezig afscheid te nemen van het personage Sjef van Oekel. Onder zijn eigen naam werd hij in 1983 "parlementáár verslaggever van de VARA" in het VARA-radioprogramma Paviljoen Drie van Felix Meurders, dinsdags op Hilversum 3 en in 1985 nam hij onder zijn eigen naam de single Oh, Wat Is Het Toch Fijn Om Gelukkig Te Zijn op, die net geen hit werd.
In 1988 nam hij samen met Manke Nelis het nummer "de vis wordt duur betaald" op, waarvan de melodie uit de opera "Les_pêcheurs_de_perles" komt.
In de negende aflevering van Kinderen voor Kinderen in 1988 figureerde Brouwers tijdens het lied "Sneu" als een vader die tot grote schaamte van zijn dochter in een bulderend gelach uitbarstte op een voor hem zeer typerende wijze.
In de oudejaarsuitzending van "Wie ben ik?" op oudejaarsavond 1993 bij RTL 4 fungeerde Dolf als aanwijzing voor de kandidaten. Hij zong daar het nummer "Hoeveel hoedjes heeft de Koningin ?"
In 1995 deed Brouwers nog een serie korte interviews voor de tv met bekende Nederlanders, die hij meenam ergens op een buitenlocatie om in de van hem bekende stijl met deze mensen te spreken (zoals met de operazanger Marco Bakker: "Ik heb in uw kleedkamer bij uw kostuum ook zo'n rijzweepje zien staan, is dat nou voor SM... of zoiets?")
In 1995 reikte burgemeester Wim Deetman aan Brouwers de Gouden Speld van de stad Den Haag uit. In datzelfde jaar overleed Brouwers' echtgenote.
Brouwers zelf overleed twee jaar later op net 85-jarige leeftijd in zijn woning aan het Slijkeinde te Den Haag, de stad die hij als de zijne had beschouwd. Zoals hij bij de opening van de vernieuwde Hilversum 3-studio's in september 1975 verklaarde: "Ik kom dus uit Den Haag. Ben ik vandaan gekomen met mijn DAF.......... Een spoor van verwoestingen achter mij latend. Want zei Voltaire al niet REEDS: 'Doe wel en zie niet om'!"
Op 3 oktober 2004 vond de première plaats van de voorstelling Dolf Brouwers, Ben Ik Dat? geschreven door Rob van Dalen, met Manou Kersting als Dolf Brouwers, Marieke van Leeuwen als zijn vrouw Greet, Clous van Mechelen als zichzelf en Johnny Kraaijkamp jr. als Wim T. Schippers. De regie was van Guusje Eijbers.